# Vale do Taquari
O Vale do Taquari (ou Taquari-Tal no idioma alemão regional Riograndenser Hunsrückisch) abrange 40 municípios da região central do estado brasileiro do Rio Grande do Sul, com população formada por várias etnias, entre elas, destacam-se as de origem alemã, italiana e açoriana. Já o Conselho Regional de Desenvolvimento (COREDE) do Vale do Taquari é composto por 36 dos municípios que originalmente integram a região do Vale.
A maioria dos municípios foram emancipados a partir de 1959, Arroio do Meio em 1938, Lajeado, Estrela e Encantado foram emancipados no século XIX, e Taquari, o mais antigo, em 1849.
Lajeado é a cidade polo do Vale do Taquari.

## Idiomas minoritários
O Riograndenser Hunsrückisch é uma variante brasileira do dialeto alemão da região do Hunsrück, no sudoeste da Alemanha. Este regionalismo linguístico com quase duzentos anos de existência em solo nacional faz parte da história do Vale do Taquari desde os seus tempos pioneiros. É uma língua minoritária que continua sendo cultivada na atualidade por cerca de 25% dos habitantes do estado[carece de fontes?]; mas muito invisibilizada como resultado de políticas de Estado primando pela erradicação de idiomas menores (vide Campanha de nacionalização).
Um marco importante no processo de reversão deste quadro de desprestígio social de um valor fundamental na vida de muitas comunidades como as do Vale do Taquari se deu quando em 2012 a Assembléia Legislativa do Rio Grande do Sul aprovou, por unanimidade, reconhecer oficialmente o Riograndenser Hunsrückisch como parte integrante do patrimônio histórico e cultural do estado com a publicação da Lei N.º 14.061/2012. Estima-se que vinte e cinco porcento dos habitantes do Rio Grande do Sul falem esta língua, em maior ou menor grau de fluência e frequência.

## Agricultura
No Vale do Taquari há 43 mil produtores rurais. É a segunda região com mais produtividade rural do estado, medida em renda por quilômetro quadrado (R$/km²).

## Municípios
- Anta Gorda
- Arroio do Meio
- Arvorezinha
- Bom Retiro do Sul
- Canudos do Vale
- Capitão
- Colinas
- Coqueiro Baixo
- Cruzeiro do Sul
- Dois Lajeados
- Doutor Ricardo
- Encantado
- Estrela
- Fazenda Vilanova
- Fontoura Xavier
- Forquetinha
- Gramado Xavier
- Ilópolis
- Itapuca
- Imigrante
- Lajeado
- Marques de Souza
- Mato Leitão
- Muçum
- Nova Bréscia
- Paverama
- Poço das Antas
- Pouso Novo
- Progresso
- Putinga
- Relvado
- Roca Sales
- Santa Clara do Sul
- São José do Herval
- Sério
- Tabaí
- Taquari
- Teutônia
- Travesseiro
- Vespasiano Corrêa
- Westfália